# Nevermore (fumetto)
Dean Koontz's Nevermore è una miniserie a fumetti di 6 numeri pubblicata dalla casa editrice statunitense Dynamite Entertainment nel 2011. Il soggetto originale viene ideato dallo scrittore Dean Koontz e poi adattato a fumetti dagli autori Keith Champagne (testi) - Leno Carvalho (disegni). La storia parte dal presupposto dell'esistenza di Universi Paralleli al nostro in cui la realtà è simile a quella che conosciamo ma può divergere in alcuni fatti o situazioni sia storiche che individuali.

## Storia editoriale
Il progetto di realizzare la miniserie di fantascienza Nevermore nasce nel 2009 presso l'editore Dabel Brothers Publishing. L'adattamento a fumetti della storia originale di D.Koontz viene affidato a Keith Champagne (testi) e Andy Smith (disegni). Questa pubblicazione viene però sospesa dopo 2 soli numeri (invece dei previsti 6). A partire dagli inizi del 2010, la Dabel Brothers stringe un accordo con la Dynamite Entertainment per la produzione e distribuzione dei suoi fumetti. In seguito a questa partnership viene deciso di rilanciare il progetto Nevermore. Ai testi rimane l'autore Keith Champagne ma i disegni vengono affidati ad un nuovo artista, cioè Leno Carvalho, che prende il posto di A.Smith e la miniserie viene ridisegnata da capo con un nuovo n.1. Precedentemente nel 2008 la Dabel Brothers Publishing ha già pubblicato una miniserie a fumetti sviluppata da un soggetto di Dean Koontz dal titolo Dean Koontz's Frankestein: Prodigal Son, che però si basa su un romanzo dell'autore. Nevermore è invece un soggetto originale ideato da D.Koontz per essere sviluppato come fumetto. A lui si deve il concepimento della storia, la caratterizzazione dei personaggi, il metodo per il viaggio tra i mondi paralleli e gli alieni Hydra. Per quanto riguarda i dialoghi e le scene d'azione è stata data invece una certa libertà a Keith Champagne.

## Trama
L'inventore e uomo d'affari Bobby Godric, insieme all'amore della sua vita Nora Watson ha creato un impero finanziario grazie allo sviluppo di nuove tecnologie. In seguito alla morte della stessa Nora per un tumore al cervello, Bobby è ossessionato dall'idea di poterla riavere e a questo fine escogita un sistema di trasporto che lo porti in dimensioni parallele alla sua. La speranza è quella di trovare una realtà alternativa in cui la sua amata non sia morta. Il progetto prende il nome Project:Nevermore e per assisterlo nei suoi viaggi in Terre parallele, assembla un team di 5 persone: Freddie Woodward (esperto informatico), Lachlan Rhys (addestramento militare), Perdita Ramone (ricercatrice), Odell Jones (consulente e amico di Bobby) e lo stesso Godric. Il primo viaggio li porta in una realtà alternativa apparentemente più evoluta della nostra e rigidamente governata da un sistema fascista. Su questa Terra riescono a trovare una versione alternativa di Nora che si dice disposta a seguire Bobby dal momento che quello abitante la sua dimensione è ormai in carecere. Presto il gruppo di esplorazione scopre che questa terra alternativa è stata invasa da una mostruosa razza aliena che prenderà il nome di Hydra. Uno di questi esseri tenta di fermarli ma l'intero gruppo riesce a tornare a casa. La missione si rivela però fallimentare dal momento che anche questa versione di Nora si ammala di tumore al cervello e muore. Bobby è sconsolato ma nonostante i rischi vuole fare altri viaggi nella speranza di trovare una versione della donna con cui vuole passare il resto della vita.. La missione riprende ma non porta i risultati sperati. Difatti le dimensioni esplorate presentano delle versioni di Nora alquanto differenti e non ritenute compatibili con quella amata da Bobby: in una dimensione alternativa è una condannata in carcere, in un'altra è su una sedia a rotelle, in un'altra non si conoscono e lo rifiuta, un'altra è morta in un incidente, un'altra è una persona instabile, un'altra è già incinta, un'altra è una versione maschile di se stessa e un'altra ha già due figli e vive in una rulotte. Il team decide di fare un ultimo tentativo e questa volta sembra andare bene in quanto si ritrovano in una Terra complementare alla loro. In questa dimensione è stato Bobby a morire e Nora ha assemblato un team analogo per cercarlo su Terre parallele. I due si ricongiungono e cominciano a pensare come e dove passare il loro futuro insieme. Mentre discutono nello studio di Nora, vengono attaccati dalla razza aliena che Bobby aveva già incontrato nel suo primo viaggio interdimensionale. Evidentemente è stato seguito e durante il combattimento lui si salva ma vede Nora morire nuovamente. Questa razza aliena sembra spostarsi nelle dimensioni ed oltre ad avere un aspetto mostruoso, è molto violenta. Considerano l'essere umano come una loro preda ma il loro fine ultimo è sconosciuto. Bobby decide di voler combattere contro questo nemico che Perdita ribattezza Hydra con espliciti riferimenti al personaggio mitologico. La Terra da cui proviene Godric non è ancora stata attaccata (e forse non lo sarà mai) ma il leader del Progetto Nevermore decide di rischiare la vita dei suoi uomini per cercare di catturarne un esemplare prendendolo da una Terra ormai devastata da questi esseri. La missione è un fallimento e il gruppo riesce a fuggire per miracolo da un'orda degli alieni. Una volta tornati, Freddie, Lachlan e Perdita sono in fin di vita e Jones (caro amico di Bobby) rassegna le dimissioni. Le motivazioni sono chiare: crede che il suo capo sia ossessionato sia dalla chimera di riavere la donna che ha perso, sia dal vendicarsi delle Hydra. Tutto questo, oltre che rischiare vite umane, ha portato ad uno spreco di risorse finanziarie enormi. Forse sarebbe stato meglio indirizzare gli scienziati del Progetto a trovare una cura per il cancro (che aveva ucciso la Nora amata da Bobby) piuttosto che ideare un metodo per viaggiare in dimensioni parallele. Bobby decide di continuare da solo nel tentativo di recuperare un esemplare di Hydra e per farlo si reca di nuovo sulla Terra parallela dominata da questi esseri. Mettendo a rischio la sua vita riesce a riportarne uno nel suo laboratorio. Dopo averlo rinchiuso in un contenitore prigione cerca di interrogare la strana creatura che però non risponde mai al suo interlocutore. Bobby è irritato perché sa che questi esseri possono parlare telepaticamente agli esseri umani e questo gli è già successo in passato. Adesso vorrebbe sapere da dove viene la creatura e perché attacca la razza umana ma questa non gli risponde. Perdita Ramone (componente del Progetto Nevermore) è una inuit e sostiene di avere capacità empatiche superiori alla norma. Difatti dice di sentire i pensieri della creatura nella sua mente e quindi decide di avvicinarsi alla prigione dell'Hydra per interrogarla. Perdita ha successo e riesce a stabilire un debole legame psichico. Da ciò apprende che questa razza aliena è in lotta con l'uomo da milioni di anni (anche se è storicamente impossibile almeno in questo universo) e ha distrutto migliaia di mondi come il nostro alla ricerca della Terra Prima (o Prima Earth in inglese). Finora non l'hanno mai trovata ma adesso la creatura sostiene che la ricerca è finita, in quanto si tratta della Terra su cui si trova ora prigioniera cioè il mondo del Progetto Nevermore di Godric ed è stato proprio quest'ultimo ad avercela portata. Nonostante ciò Godric tenta ancora un viaggio interdimensionale che lo porta a viaggiare in un mondo dove Hydra ha preso il sopravvento sull'intera popolazione e gli unici sopravvissuti sono la versione di questa terra dello stesso Godric e della sua amata Nora. I due vivono in un bunker ed è qui che lo accolgono dopo averlo salvato dalla razza aliena. Godric si trova di fronte una versione di se stesso che si è spinta alle estreme conseguenze pur di stare con Nora ed ha stretto un patto con le Hydra. Le avrebbe lui stesso portate sul suo mondo a patto che queste avrebbero permesso a lui e alla sua amata di vivere insieme a discapito della vita dell'intera razza umana. Nora però non è a conoscenza di questo folle accordo e lo uccide. A questo punto Godric vorrebbe riportarla con sé sul suo mondo ma lei declina e preferisce rimanere, combattendo le Hydra fino alla morte. Dopo essere tornato anche grazie all'intervento della sua squadra il creatore del Project:Nevermore sembra rivedere i suoi piani e dedica le sue risorce alla creazione di un centro ricerche sul cancro dedicato a Nora Godric.
L'epilogo della storia vede il protagonista, insieme al suo team, ancora intenzionato a trovare una sua Nora mentre si dirige su una terra parallela denominata Settore 4218. Grazie ad una sonda hanno scoperto che potrebbe essere invaso dalle Hydra e inoltre c'è una versione di Nora che è divorziata e senza figli, mentre la versione di Godric di questo settore è morta a quindici anni perché investito da un automobilista ubriaco. Si lascia intendere che Bobby Godric sia ancora ossessionato da Nora e ne voglia trovare una versione nel multiverso che ne possa prendere il posto.

## Accoglienza
La critica ha accolto positivamente i primi numeri della miniserie. Ha evidenziato il fatto che il viaggio in universi paralleli non è nuovo nel fumetto o nella narrativa di fantascienza ma comunque lo scrittore Dean Kootz riesce a riproporlo con nuovi spunti. La storia e il rapporto dei personaggi spinge il lettore a chiedersi come andrà a finire la vicenda.